# جزيرة آستين
جزيرة آستين (بالإنجليزية: Austin Island)‏ هي جزيرة تقع في كندا في نونافوت. يقدر عدد سكانها بـ Uninh نسمة .